# Dinastia Bagrationi
Dinastia Bagrationi (em georgiano:  ბაგრატიონი) é uma dinastia real que governou a Geórgia da Idade Média até o início do século XIX e uma das mais antigas dinastias reais cristãs ainda existentes no mundo. Na terminologia moderna, a linhagem real é geralmente chamada de Bagrátidas georgianos (uma forma helenizada do nome dinástico).
A origem da dinastia Bagrationi é tema de muita disputa. A origem comum com a dinastia Bagratúnio de etnia armênia tem sido aceita por muitos estudiosos. A família, na pessoa de Asócio I, conseguiu o Principado da Ibéria no final do século VIII. Seus descendentes restauraram, em 888, a monarquia georgiana e reuniram vários estados nativos no Reino da Geórgia, que prosperou entre os séculos XI e XIII. Este período, principalmente os reinados de David IV (r. 1089–1125) e de sua bisneta, Tamara (r. 1184–1213), é celebrado como uma "era de ouro" na história da Geórgia, com avanços militares e diversos marcos culturais importantes.
Depois da fragmentação do Reino da Geórgia no final do século XV, os ramos da dinastia Bagrationi reinaram os três reinos georgianos resultantes, o Reino de Cártlia, Reino da Caquécia e o Reino de Imerícia até a anexação russa no início do século XIX. Apesar do 3º artigo do Tratado de Georgievsk ter garantido a soberania da dinastia Bagrationi e a sua continuidade no trono, a coroa russa posteriormente violou o tratado e transformou o ato numa anexação ilegal. A dinastia persistiu dentro do Império Russo como uma família nobre até a Revolução de Fevereiro de 1917. A fundação da União Soviética e a criação da República Socialista Soviética da Geórgia em 1921 forçou alguns membros da família a aceitar um status inferior e a perda de propriedades na Geórgia enquanto outros fugiram para a Europa Ocidental, com alguns voltando para sua terra natal depois da independência da Geórgia em 1991.

## Origens

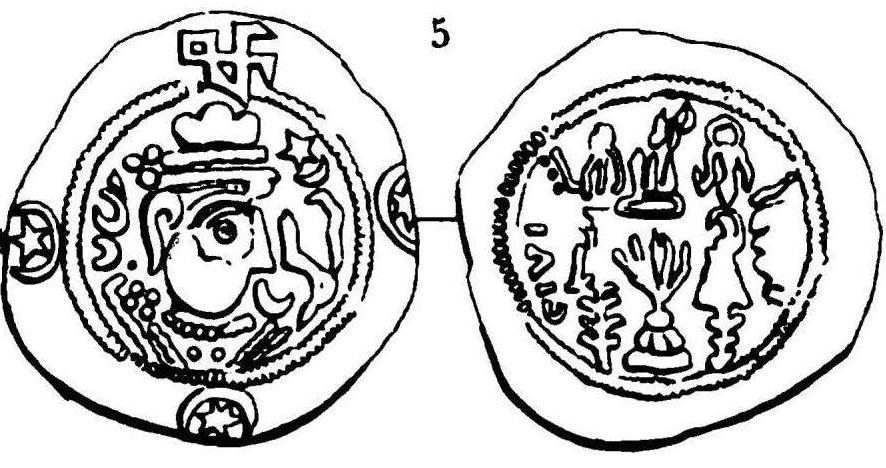
Sinete de, um vassalo bizantino do século VI que pode ser um dos antepassados dos Bagrationi

A dinastia Bagrationi reivindica ser a mais antiga dinastia real da Europa, embora o livro "Monarchs-in-Waiting", de Walter Curley, atribua esta honra a Casa Real da França assim como "Les Prétendants aux Trônes d'Europe", de Joseph Valynseele.
De acordo com a lenda familiar, escrita no século XI pelo cronista georgiano Sumbat Davitis-Dze e ampliada muito depois pelo príncipe Vacusti Bagrationi (1696–1757) com informações cronológicas, os ancestrais da dinastia remontam ao bíblico rei e profeta David e sua origem é a Palestina por volta de 530. Conta a tradição que, de sete irmãos fugitivos da linhagem de David, três se assentaram na região da Armênia e quatro chegaram na Ibéria, onde se casaram com mulheres das casas reais locais e conseguiram terras por sucessão hereditária. Um dos quatro irmãos, Gurgenes (m. 532) teria supostamente dado origem a uma linhagem que depois seria chamada de "Bagrationi" em homenagem ao seu filho Bagrat.
Um sucessor, Gurgenes I, foi instalado como príncipe presidente da Ibéria durante o período do protetorado bizantino, recebendo, na ocasião, o título de curopalata em 575. Assim, de acordo com esta versão, iniciou a dinastia dos Bagrátidas, que reinaram até 1801.
Esta tradição era amplamente aceita até o início do século XX. Apesar da origem judaica e a ascendência bíblica dos Bagrátidas já terem sido descartadas pelos estudos modernos, a origem da dinastia permanece controversa. Diversos historiadores soviéticos da Geórgia desenvolveram uma visão sumarizada por N. Berdzenishvili (et al) em seu livro-referência sobre a história da Geórgia:
| “ | A ilustre dinastia dos Bagrationi originou no mais antigo distrito georgiano — Esperi (moderna Ispir). Eles conquistaram grande influência a partir do século VI até VIII. Um de seus ramos se mudou para a Armênia, outro para a Ibéria e ambos conquistaram posições dominantes entre os monarcas da Transcaucásia | ” |

A pesquisa de Cyril Toumanoff concluiu que os bagrátidas georgianos se separaram dos bagrátidas armênios na pessoa de Adanarses IV, cujo pai, Vasaces, que era filho de Asócio III, o Cego, o príncipe presidente da Armênia entre 732 e 748, mudou-se para Ibéria depois de uma fracassada revolta contra o domínio árabe em 772. O filho de Adanarses, Asócio I Curopalata, tornou-se príncipe da Ibéria em 813 e fundou assim a última casa real da Geórgia. Ainda de acordo com esta tese, a leda de origem davídica dos bagrátidas georgianos seria uma expansão sobre uma reivindicação anterior defendida pelos bagrátidas armênios, como se pode comprovar na obra do autor armênio Moisés de Corene. Uma vez que o ramo georgiano, que se aculturou rapidamente em seu novo ambiente, assumiu o poder real, o mito de sua origem bíblica ajudou-os a consolidar sua legitimidade e emergiu como um importante pilar ideológico do domínio de mais de mil anos dos Bagrationi sobre a Geórgia.
Embora só se conheça a história de geração por geração dos Bagrationi com certeza apenas a partir do século VIII, Toumanoff defende que o primeiro ramo dos bagrátidas pode remontar até o século II, quando, segundo ele, os bagrátidas reinaram sobre um principado em Odzrkhe, no que é hoje o sul da Geórgia. A linhagem de Odzrkhe, conhecida nos anais medievais como "Bivritianis", se extinguiu no século V e, segundo a maioria dos autores, não podem ser considerados ancestrais diretos dos bagrátidas, que só depois recuperariam a autoridade real.

## História

### Primeira dinastia

Tao-Clarjécia, o primeiro reino unificado da Geórgia

A família Bagrationi ganhou proeminência na época que a monarquia georgiana (Reino da Ibéria) foi conquistada pelo Império Sassânida no século VI e as mais importantes famílias principescas da região se exauriram frente aos ataques dos persas. A ascensão de uma nova dinastia foi possibilitada pela extinção dos guarâmidas e a quase extinção dos cosroidas (as duas dinastias georgianas anteriores com cujos membros os bagrátidas se casaram extensivamente) e também pela preocupação dos abássidas com suas próprias guerras civis e com seu conflito com Império Bizantino. Embora o sultão árabe não lhes tenha permitido manter uma presença na antiga capital de Tiblíssi e na Ibéria Oriental, os bagrátidas conseguiram defender com sucesso seus domínios mais antigos em Clarjécia e Mesquécia e, como protetorado bizantino, estendeu suas posses para o sul em direção ao noroeste da Armênia para formar um grande estado conhecido na historiografia moderna como Tao-Clarjécia. Em 813, a nova dinastia conseguiu, na pessoa de Asócio I, o título hereditário de erismtavari ("príncipe presidente") da Ibéria, a quem depois o imperador bizantino acrescentou o título de curopalata.
Apesar da revitalização da monarquia, as terras georgianas permaneceram divididas entre autoridades rivais, com Tiblíssi ainda nas mãos de um emirado árabe. Os filhos e netos de Asócio I fundaram três ramos distintos — as linhagens de Ibéria, Tao e Clarjécia — frequentemente em guerra uma com a outra e com os vizinhos. A linha de Ibéria prevaleceu; em 888, com Adanarses IV, se restabeleceu a autoridade real georgiana que estava dormente desde 580. Seu descendente, Pancrácio III conseguiu consolidar sua herança em Tao-Clarjécia e o Reino da Abecásia, principalmente por meios diplomáticos e pelas conquistas de seu padrasto David III de Tao.

### Era de Ouro

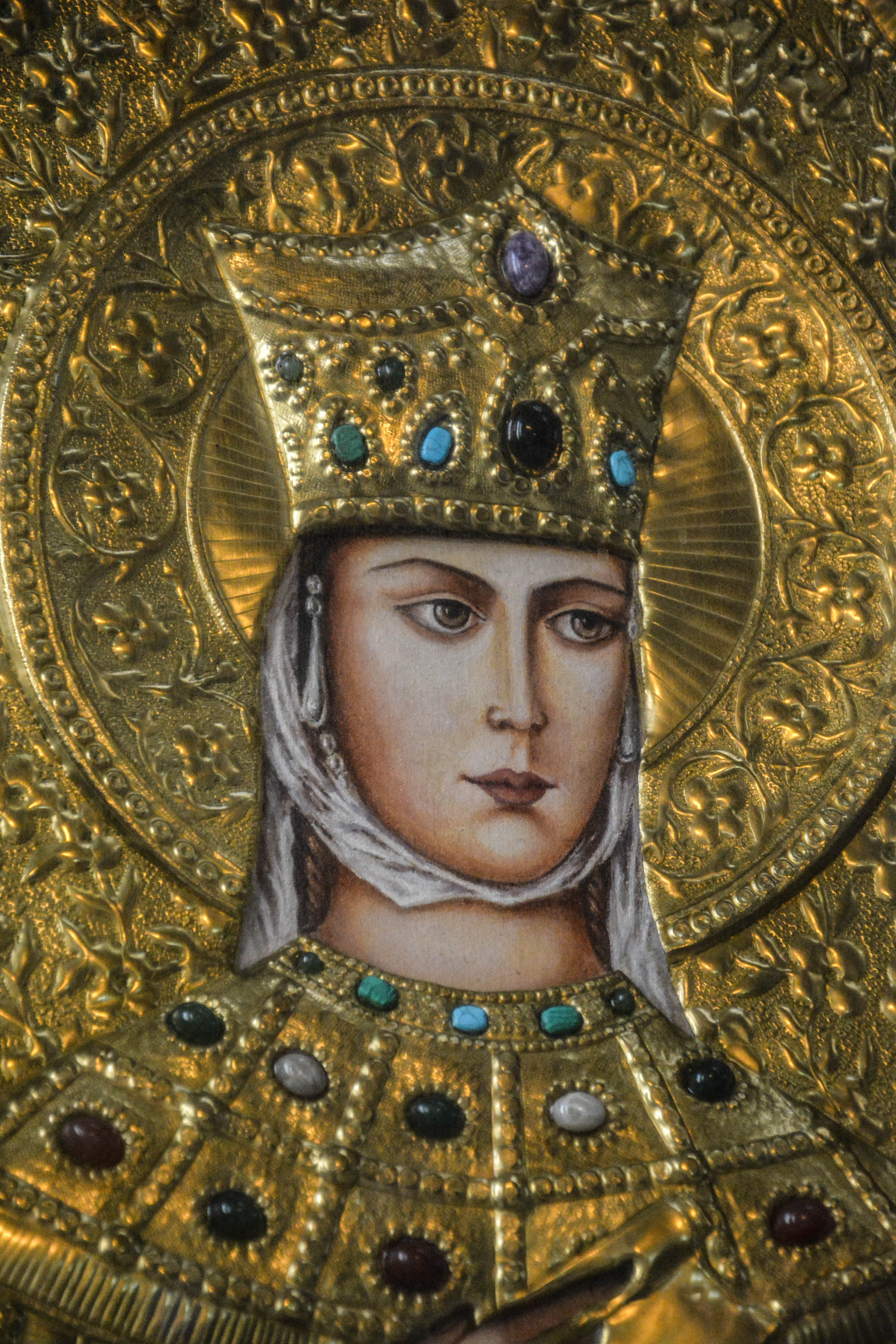
Rainha Tamara, a Grande r., que reinou no auge do poder dos Bagrationi

Esta monarquia unificada manteve sua precária independência dos bizantinos e dos turcos seljúcidas durante todo o século XI e floresceu no reinado de David IV, o Construtor (r. 1089–1125), que repeliu os ataques seljúcidas e essencialmente completou a unificação da Geórgia com a reconquista de Tblisi em 1122. Com o declínio do poder bizantino e a dissolução do Império Seljúcida, a Geórgia tornou-se uma das mais importantes nações do oriente cristão, com seu império caucasiano se estendendo, no ápice de sua expansão, do norte do Cáucaso até o norte do Irã e, para o oeste, até a Ásia Menor.
Apesar de repetidos incidentes de brigas dinásticas, o reino continuou a prosperar durante os reinados de Demétrio I (r. 1125–1156), Jorge III (r. 1156–1184) e especialmente a filha dele, Tamara, a Grande (r. 1184–1213). Com a morte de Jorge III, a principal linha patrilinear se extinguiu e a dinastia continuou através do casamento da rainha Tamara com o príncipe alano David Soslan, a quem se reputava uma ascendência bagrátida.

### Declínio

Fragmentação do Reino da Geórgia depois de 1490

As invasões do Império Corásmio em 1225 e dos mongóis em 1236 encerraram a era de ouro georgiana. A luta contra o jugo mongol criaram uma diarquia, com um ambicioso ramo lateral da dinastia Bagrationi estendendo seu domínio sobre a Geórgia ocidental (Imerícia). Houve um breve período de reunião e renascimento cultural no reinado de Jorge V, o Brilhante (r. 1299–1302 e 1314–1316), mas as oito devastadores invasões do conquistador turco-mongol Tamerlão entre 1386 e 1403 infligiram um severo golpe ao reino georgiano. Por volta de um século depois, sua união foi finalmente estilhaçada pelas agressivas federações turcas baseadas na Pérsia, Confederação do Cordeiro Negro e Confederação do Cordeiro Branco. Já em 1490/1, a antes poderosa monarquia se fragmentou em três reinos independentes — Cártlia (do centro para o leste da Geórgia), Caquécia (Geórgia oriental) e Imerícia (Geórgia ocidental) — cada um liderado por um ramo rival da dinastia Bagrationi, e em cinco principados semi-independentes — Odishi, Mingrélia, Gúria, Abecásia, Suanécia e Mesquécia — dominados por clãs feudais locais.
Durante os três séculos subsequentes, os monarcas georgianos mantiveram sua frágil autonomia como súditos dos turcos otomanos e dos persas safávidas, afexáridas e cajáridas, embora muitas vezes não passassem de marionetes nos jogos de seus poderosos suseranos.
A linha de Imerícia, incessantemente envolvida em guerras civis, continuou com muitas quebras na sucessão e o reino foi apenas relativamente poupado das intrusões de seus suseranos otomanos, ao passo que Cártlia e Caquécia sofreram muitas invasões diretas de seus senhores persas, cujos esforços para aniquilar os seus divididos reinos vassalos foram em vão; os dois reinos, embora tendo ocasionalmente perdido sua independência completa no decurso de suas histórias, sobreviveram para serem reunificados em 1762 sob o rei Heráclio II (Erekle), que uniu em sua pessoa tanto a linha de Cártlia quanto de Caquécia.

### Últimos monarcas
Tendo conquistado a independência de facto da Pérsia, Heráclio II conseguiu alguma estabilidade em seu país, consolidando sua hegemonia política na Transcaucásia oriental. No Tratado de Georgievsk, de 1783, Heráclio colocou seu reino sob a proteção do Império Russo, que não conseguiu, porém, fornecer uma ajuda adequada quando o governante persa Aga Maomé Cã Cajar saqueou e destruiu Tiblíssi em 1795 para tentar forçar os georgianos a abandonarem sua aliança com os russos.
Depois da morte de Heráclio, em 1798, seu filho e sucessor, rei Jorge XII renovou o pedido de proteção junto ao czar Paulo I da Rússia e pediu-lhe que interviesse no difícil conflito dinástico entre os numerosos filhos e netos do finado Heráclio. Paulo se ofereceu para incorporar o Reino de Cártlia-Caquécia ao Império Russo, reservando para sua dinastia um grau elevado de autonomia interna — essencialmente uma mediatização. Negociações dos termos ainda estavam em curso quando Paulo assinou um manifesto em 18 de dezembro de 1800 unilateralmente declarando a anexação de Cártlia-Caquécia ao Império Russo, cuja proclamação foi mantida em segredo até a morte do rei Jorge em 28 de dezembro. Seu filho mais velho, David Bagrationi havia sido formalmente reconhecido como herdeiro aparente em 18 de abril de 1799, mas sua ascensão ao trono não foi reconhecida.
Em 12 de setembro de 1801, o czar Alexandre I formalmente reafirmou a determinação de Paulo, depondo a dinastia Bagrationi do trono georgiano. Apesar de divididos entre si, alguns príncipes da família resistiram à anexação russa tentando instigar uma revolta. A maior parte deles foi depois presa e deportada.
O reinado em Imerícia acabou menos de uma década depois. Em 25 de abril de 1804, o rei imericiano Salomão II, nominalmente um vassalo otomano, foi convencido a firmar a Convenção de Elaznauri com a Rússia em termos similares ao Tratado de Georgievsk. Ainda assim, as forças russas depuseram Salomão em 20 de fevereiro de 1810. Derrotado durante a revolta que se seguiu, ele morreu exilado em Trebizonda, na Turquia Otomana em 1815.

## Os Bagrationi na Rússia

Cáucaso durante o período soviético, com a RSS da Geórgia ao centro

No Império Russo, os Bagrationi se transformaram numa proeminente família de aristocratas. O mais famoso foi o príncipe Pyotr Bagration, um bisneto do rei Jesse de Cártlia, que tornou-se um general russo e herói da Guerra Patriótica de 1812. Seu irmão, o príncipe Roman Bagration, também tornou-se um general, distinguindo-se na Guerra russo-persa de 1826-1828 e foi o primeiro a entrar em Erevã em 1827. Roman é conhecido também por seu patrocínio das artes, literatura e o teatro e seu teatro em Tiblíssi era considerado um dos melhores do Cáucaso. Seu filho, o príncipe Pyotr Romanovich Bagration tornou-se governador do Oblast de Tver e depois governador-geral das Províncias Bálticas. Ele era também um engenheiro metalúrgico conhecido por ter desenvolvido a cianidação do ouro na Rússia. O príncipe Dmitry Petrovich Bagration foi um general russo que lutou na Primeira Guerra Mundial na Ofensiva Brusilov e depois se juntou ao Exército Vermelho.

## Os Bagrationi hoje
A maioria dos membros da família Bagrationi deixou a Geórgia depois que o Exército Vermelho capturou Tiblíssi em 1921.

### Ramo Mukhrani
Apesar de os Bagrationi-Mukhraneli serem um ramo cadete da antiga casa real de Cártlia, tornaram-se a linhagem genealogicamente mais sênior da família no início do século XX, descendendo diretamente do rei Constantino II. Contudo, mesmo a linhagem mais antiga já tinha perdido o domínio em Cártlia em 1724, mantendo apenas o Principado de Mukhrani até que ele também foi anexado pelo Império Russo juntamente com Cártlia-Caquécia em 1800.
Um membro deste ramo, princesa Leonida Georgievna Bagration-Moukhransky, casou-se com Vladimir Kirillovich, grão-duque da Rússia e tornou-se a mãe de um dos pretendentes ao legado dos Romanov, Maria Vladimirovna, grã-duquesa da Rússia.
Em 1942, o príncipe Irakli (Erekle) Bagrationi-Mukhraneli, do ramo genealogicamente mais sênior da dinastia, proclamou-se pretendente ("cabeça") da Casa Real da Geórgia[carece de fontes?] enquanto não se apresentem provas de que os Bagrationi do ramo de Caquécia (que reinou até 1801) ainda sobreviviam por detrás da Cortina de Ferro. Ele fundou a União dos Georgianos Tradicionalistas no exílio. Sua segunda esposa, Maria Antonietta Pasquini, filho de Ugo, Conde de Costafiorita, deu-lhe um filho e herdeiro, Jorge de Bagration, mas ele e a mãe morreram no parto em fevereiro de 1944. Em agosto de 1946, o viúvo se casou com a princesa María Mercedes de Baviera e Borbón, uma neta do rei Afonso XII da Espanha e filha de Don Fernando de Baviera e Borbón, que renunciou aos seus direitos reais na Baviera para se naturalizar infante na Espanha.
A partir da década de 1990, os membros seniores dos descendentes do ramo Bagrationi-Mukhraneli começaram a voltar para Geórgia vindos da Espanha, acabando com gerações de exílio. O filho mais velho de Irakli, Príncipe Georgi Bagrationi-Mukhraneli, foi oficialmente reconhecido pelo governo e pelos líderes eclesiásticos quando trouxe os restos mortais de seu pai da Espanha para repousar junto aos seus ancestrais na Catedral de Svetitskhoveli em Misqueta em 1995 e passou a morar em Tiblíssi em 2005, onde morreu. O filho mais velho dele, príncipe Irakli (Erekle; n. 1972), mudou-se para a Geórgia em 1999 e, apesar de ser aceito como um futuro pretendente ao trono por alguns monarquistas georgianos, mudou-se de volta para a Espanha anos depois que o pai morreu, em 2008, e renunciou aos seus direitos dinásticos em favor do irmão, príncipe David. David foi morar em Tiblíssi, conseguiu a cidadania georgiana, reivindicou para si os títulos dinásticos dos Mukhraneli e tornou-se o líder e pretendente de sua família.
Porém, um fator mitigador à reivindicação do príncipe David Bagrationi-Mukhraneli ao trono georgiano é o fato de o ramo Mukhraneli não ter reinado como reis na Geórgia desde o século XVIII.

### Ramo Gruzinski

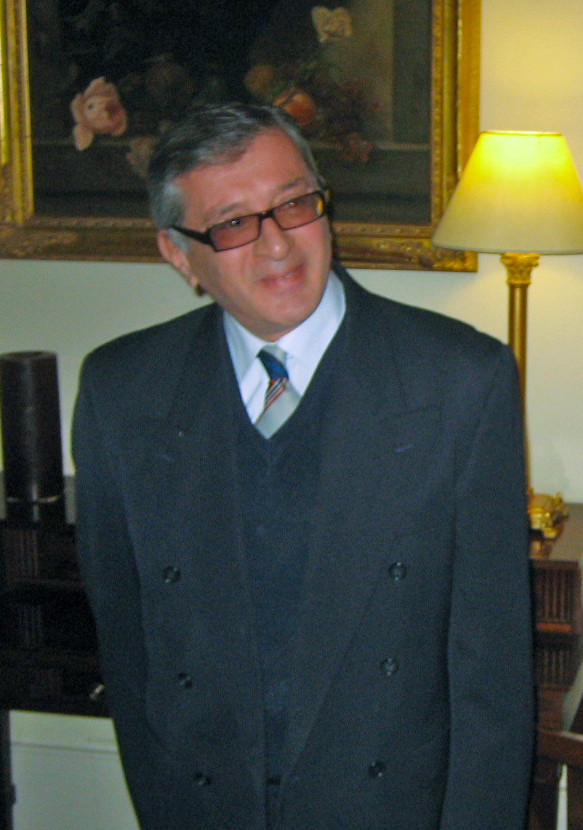
Nugzar Petrovich Bagration-Gruzinski, herdeiro da casa Bagration-Gruzinski, um dos ramos principais da família Bagrationi

A linhagem dos Bagration-Gruzinski, apesar de júnior em relação aos príncipes Mukhrani genealogicamente, reinaram em Caquécia, reuniram-no com o de Cártlia e criaram o Reino de Cártlia-Caquécia em 1762 sem perder a soberania até a anexação russa em 1800.
O príncipe Nugzar Petrovich Bagration-Gruzinski (n. 1950) é o mais sênior descendente patrilinear do último rei de Cártlia-Caquécia, Jorge XII, e, por isso, é cabeça do ramo cechétio da dinastia. Ele é bastante conhecido na Geórgia por ter vivido a vida toda em Tiblíssi e experimentado com seus conterrâneos tanto a subordinação ao regime soviético quanto a independência em 1991. Um diretor de teatro e cinema, seu pai, Pedro Bagration-Gruzinski (1920–1984), era um poeta e compôs a letra da "Canção de Tiflis", um hino georgiano.[carece de fontes?]
Como Nugzar não tem filhos homens, o príncipe Eugênio Petrovitche Gruzinski (n. 1947), trineto do irmão mais novo de Bagrat, Ilia (1791–1854), que vive na Federação Russa, é considerado seu herdeiro presumido com base no mesmo princípio de primogenitura. Porém, o próprio Nugzar defende que sua filha mais velha, Ana, seja designada sua herdeira.

### Ramo Imerícia
Várias fontes apresentam três diferentes linhas como cabeça da Casa de Imerícia, potenciais pretendentes do antigo Reino de Imerícia, o último dos três reinos georgianos a perder sua independência em 1810.
A linhagem masculina que descende do deposto David II de Imerícia se extinguiu em 1978 quando o príncipe Constantine Imeretinski morreu sem filhos homens. A linha feminina continua através das três filhas de seu irmão mais velho.
Porém, o Príncipe Nugzar Petrovich Bagration-Gruzinski reivindica que a posição de cabeça do ramo Imerícia teria sido transferido — por vários motivos — para um ramo cadete descendente de um filho mais velho do príncipe Pancrácio de Imerícia. Este ramo se extinguiu na linhagem masculina em 1937 e na feminina, em 2009.
Uma terceira reivindicação cita um outro ramo descendente do filho mais novo do príncipe Pancrácio como herdeiro da posição. Esta linhagem masculina sobreviveu e é encabeçada pelo príncipe David Bagrationi (nascido em 1948) (que não deve ser confundido com seu homônimo mais jovem do ramo Mukhrani).

### União dos ramos da dinastia
A filha do príncipe Nugzar Bagration-Gruzinski, princesa Ana, uma professora e jornalista divorciada, mãe de duas filhas, casou-se com o príncipe Davi Bagration de Mukhrani em 8 de fevereiro de 2009 na Catedral de Sameba em Tiblíssi. O casamento reuniu os ramos Gruzinski and Mukhrani da família real georgiana e atraiu uma multidão de 3 000 curiosos, oficiais e diplomatas estrangeiros, além de ter sido alvo de uma ampla cobertura pela mídia da Geórgia.
A importância dinástica deste casamento reside no fato que, em meio ao caos político enfrentado pela Geórgia desde a sua independência, o patriarca Ilia II da Geórgia conclamou publicamente pela volta da monarquia como um caminho em direção à união nacional em outubro de 2007. Apesar do pedido ter levado alguns partidos e políticos a exercitarem a noção de uma monarquia constitucional georgiana, uma feroz competição irrompeu entre os príncipes e aliados da dinastia Bagrationi, com historiadores e juristas debatendo qual membro da família teria o mais forte direito hereditário a um trono vago por mais de 200 anos.
Embora alguns monarquistas georgianos apoiem a reivindicação dos Gruzinski, outros apoiam a repatriação dos Mukhraneli. Ambos defendem uma descendência masculina direta do rei medieval Constantino II de Cártlia (m. 1505). O noivo é o único membro dos Mukhraneli a ter cidadania georgiana desde a morte de seu pai príncipe Jorge Bagration-Mukhraneli em 2008. Com exceção de seu irmão mais velho e solteiro, Irakli, príncipe David é o "herdeiro masculino" dos Bagrationi. A noiva, por sua vez, é a descendente mais sênior de seu pai, que é o último descendente na linha masculina dos Bagrationi que reinaram em Reino de Cártlia-Caquécia. Assim, o casamento entre a herdeira de Nugzar Gruzinski com o herdeiro dos Mukhrani pode efetivamente resolver a rivalidade entre os dois ramos.
O casal teve um filho em 27 de setembro de 2011, príncipe Giorgi Bagration Bagrationi que, em sua pessoa, reúne as reivindicações dos Mukhraneli e dos Gruzinski. Se nenhum outro príncipe Bagrationi nascer num dos dois ramos que seja genealogicamente sênior pelas regras da primogenitura e sobreviva aos que hoje estão vivos, príncipe Giorgi tornar-se-á o "herdeiro masculino" da Casa de Bagrationi e herdeiro-geral de Jorge XIII da Geórgia.